# Historias extraordinarias (película de 2008)
Historias extraordinarias es una película argentina de 2008 escrita y dirigida por Mariano Llinás y protagonizada por Walter Jakob, Agustín Mendilaharzu y Llinás. La cinta tiene una duración de 245 minutos y está dividida en tres actos, que se dividen en un total de 18 capítulos a través de los cuales se cuentan tres historias paralelas e independientes entre sí. Las tres historias están protagonizadas por «X», «H» y «Z», tres hombres comunes. El primero presencia un asesinato y decide esconderse en un hotel. El segundo está a cargo de una misión que no termina de comprender. Mientras que el último comienza a investigar de modo obsesivo la vida de un hombre que acaba de morir y que él reemplazó en su nuevo puesto de trabajo.
El proyecto fue realizado de forma independiente y el canal I.Sat se encargó de financiarlo con un presupuesto de treinta mil dólares. Además de su bajo costo económico, Historias extraordinarias se diferenció de otras producciones argentinas al utilizar un equipo de filmación reducido —con actores con poca o sin experiencia en el cine—, cuyos roles eran a menudo flexibles o intercambiables. La cinta se estrenó en el BAFICI, donde recibió dos premios. Asimismo, recibió reconocimientos en los Premios Sur, Cóndor de Plata y en el Festival Internacional de Cine de Miami. Fue ampliamente elogiada por la crítica cinematográfica argentina e internacional.

## Argumento
Por motivos laborales, X (Mariano Llinás) llega a la ciudad de Azul. Poco tiempo después de su arribo, es testigo de un episodio violento que termina con la muerte de un hombre a manos de otros dos. Una vez que los agresores se retiran, X se acerca al lugar del incidente y descubre que antes de morir, la víctima había escondido un maletín. X toma el maletín y descubre que la víctima todavía se encuentra con vida; X le dispara. Sin saber que hacer, X vuelve a la habitación 301 del hotel en donde se aloja, el Gran Hotel Azul. Al verse involucrado en un asesinato y desconociendo si los otros dos hombres lo están buscando, X decide permanecer oculto sin salir del hotel. Mediante la radio y el diario se mantiene informado acerca del caso y descubre que la víctima era un guardiacárcel llamado Orlando Rey. Poco después, Salvador Armas, uno de los dos agresores, aparece muerto y el otro, Carlos Armas, su hermano, es buscado por la policía. X supone que Carlos Armas está en búsqueda del maletín que se llevó de la escena del crimen.
Z (Walter Jakob) se muda a un pueblo para trabajar en una oficina conocida como «La Federación», sin todavía saber exactamente cual será su función a excepción de que ocupará el cargo que antes era de Cuevas, el gerente. Debido al carácter rutinario del empleo —relacionado al sector agropecuario—, Z se adapta rápidamente. Como parte de sus tareas, Z deberá viajar en auto una vez al mes para dedicarse a algunos asuntos de inspección de La Federación de manera presencial. Provisoriamente, Z ocupa la misma habitación que Cuevas —fallecido de un ataque al corazón— ocupó durante veinte años: un pequeño monoambiente ubicado dentro de La Federación. En un viaje de inspección en el auto de Cuevas, Z descubre una libreta con notas escritas por Cuevas. El misterioso cuaderno parece estar escrito en clave e incluye un mapa, siglas inexplicables y números. Ahondando en su investigación, Z descubre que Cuevas también utilizaba otros nombres, como Krueger, y que estaba involucrado en negocios desconocidos más allá de su aparente vida sencilla en la oficina. Atraído por el personaje de Cuevas, Z continúa siguiendo sus pistas.
Un grupo de amigos se reúnen en la Asociación Sol de Mayo, un club social del pueblo, como lo hacen todos los meses para proponer nuevos proyectos para el desarrollo de la ciudad. Yáñez, un miembro relativamente nuevo, expone una idea para canalizar el río Salado para transportar cargas en embarcaciones medianas. Uno de los miembros más veteranos, Bagnasco, asegura que el plan de Yáñez es imposible y lo ridiculiza. Mientras tanto, Factorovich, que tiene una rivalidad con Bagnasco, escucha tratando de no reaccionar, pero no aguanta e intenta demostrar que la idea de Yáñez es posible y hace una apuesta con Bagnasco. Una amigo de Factorovich, Fava, le comenta que hace treinta años la Compañía Fluvial del Plata había empezado a desarrollar la misma idea que había propuesto Yáñez pero la había abandonado por razones que no tenían que ver con su viabilidad. Los únicos registros de ese antiguo proyecto son una serie de monolitos ubicados a lo largo del río; esos monolitos son prueba suficiente para demostrar la posibilidad del proyecto. Por lo tanto, Factorovich contrata a H (Agustín Mendilaharzu) para que recorra el río y fotografíe los monolitos, pero no le da mayores explicaciones. La búsqueda de H se complica cuando en su recorrido encuentra los monolitos destruidos y signos de presencia humana reciente.

## Reparto
- Walter Jakob como Z
- Agustín Mendilaharzu como H
- Mariano Llinás como X
- Klaus Dietze como César
- Horacio Marassi como Saponara
- Eduardo Iaccono como Factorovich
- Lola Arias como Alicia
- Mariana Chaud como María Luisa
- Julio Citarella como Bagnasco
- Edmundo Lavalle como Palomeque
- Leandro Ibarra como Salvador Armas
- Héctor Bordoni como Carlos Armas
- Oscar Mauregui como Orlando Rey
- Fernando Llosa como Cuevas
- Esteban Lamothe como El marido
- Ana Livingston como Lola Gallo
- Héctor Díaz como Salamone
- Daniel Hendler como Narrador
- Juan Minujín como Narrador
- Verónica Llinás como Narradora

## Producción
Aunque el resultado final fue una película de 245 minutos de duración, el director Mariano Llinás no calculó previamente esa duración sino que «salió así», pero sí preveía una «película monstruosa». Durante aproximadamente un año, Llinás desarrolló los tres argumentos centrales a partir de tres premisas clásicas: un hombre que es acusado de un crimen que no cometió, un mapa de un tesoro y una apuesta. La primera versión del guion era de 110 páginas, que se calculaba que iba a requerir alrededor de 70 actores, 60 locaciones, diez semanas para filmar y cien viajes a través de la provincia de Buenos Aires. Los miembros de la producción había hecho una lista de «problemas sin solución» que incluía la presencia de leones, viajes a África, escenas bélicas, explosiones, secuencias náuticas, una inundación e incendios. El director trabajó con un equipo de producción acotado, de un promedio de cuatro personas —además de los actores—, en ocasiones llegando a ser diez, donde los roles eran intercambiables.

Inicialmente, mi intención era la de construir un film que fuese lo más parecido posible a una novela, casi podríamos decir que a una novela de aventuras del siglo XIX, con la voz en off como instrumento rector. La intención era explorar en qué medida esto era posible, en una disciplina como el cine en la cual la noción de relato clásico ha estallado hace más de medio siglo. ¿Cómo reconstruir desde la modernidad esa emoción y ese vigor narrativo? ¿Cómo no hacer un film que no fuera demasiado autoconsciente, que no fuera una parodia o que no fuera una
tontería absoluta?
Mariano Llinás

Partes de la película fueron filmadas en La Pampa y el río Paraná. Para las escenas finales, el equipo de rodaje —conformado por la productora Laura Citarella, el director Mariano Llinás y el actor Walter Jakob— se trasladó a Mozambique para realizar solo tres planos. La cinta fue realizada con un presupuesto mínimo; el proyecto fue financiado principalmente por el canal I.Sat —que aportó treinta mil dólares— y el Instituto Cultural de la Provincia de Buenos Aires —que invirtió diez mil pesos, en ese entonces, tres mil dólares—. Otras instituciones apoyaron la producción, como la Universidad del Cine, que ayudó mediante el préstamo de materiales filmación, o los municipios de la provincia de Buenos Aires, que brindaron hospedaje, comida y transporte. El reparto fue conformado por actores inexperientes y actores provenientes del teatro independiente. Algunos actores o miembros del equipo participaron de la película de manera gratuita, entre ellos los narradores —Daniel Hendler, Juan Minujin y Verónica Llinás, la hermana del director— o los directores de fotografía Lucio Bonelli, Martín Mohadeb y Julián Apezteguia, que colaboraron en algunos segmentos.

## Estreno
La película fue estrenada en el Buenos Aires Festival Internacional de Cine Independiente en abril de 2008 y posteriormente fue proyectada en los festivales de Torino, Cinequest, Miami, Los Ángeles, Vancouver, Nantes y Wisconsin. Fue estrenada para el público en el Complejo Cultural Cine Teatro 25 de Mayo y en el Malba, cada proyección contó con dos intervalos de diez minutos cada uno. Historias extraordinarias se proyectó durante varios meses y alcanzó a ser vista por más de 30 000 espectadores. En el Malba alcanzó a ser proyectada todos los domingos durante un año. Un año después de su estreno, se publicó un libro de Historias extraordinarias, que además de contar la historia en su versión inicial —antes de filmarse— incluye notas al pie de página con cambios con respecto a la versión fílmica y anécdotas del rodaje. En 2017 se lanzó una edición de lujo de la película en DVD.

## Recepción

### Crítica
El filme recibió comentarios positivos por parte de la crítica cinematográfica argentina. Luciano Monteagudo del diario Página/12 afirmó que Historias extraordinarias es «un film insólito por su originalidad formal, por la exuberancia narrativa que despliega y por sus artesanales modos de producción, que paradójicamente demuestran un nivel de profesionalismo capaz de poner en crisis las formas más burocratizadas de hacer cine, y no sólo en la Argentina». En su reseña de la película, el diario La Nación publicó: «Cada uno de estos bloques causa inquietud por conocer el siguiente, y esta estructura hace sostenible una duración fuera de lo común, nunca antes probada por el cine local, un mérito atribuible a un guion que abreva en diferentes géneros -suspenso, humor, amor e incluso aventura- con igual suerte». La crítica concluyó diciendo: «Historias extraordinarias es una excelente muestra de todo lo que Llinás y su equipo saben y pueden hacer; una obra que trasciende todo el cine nacional visto en los últimos tiempos. No es poco».
El crítico Federico Karstulovich escribió: «Jamás el cine argentino se había permitido tantas libertades, tanta ambición narrativa (sin implicar alto presupuesto, por el contrario, presupuestaria y productivamente es una involuntaria humillación al resto del cine local). Y, menos que menos, había sorteado el proyecto con tanto talento». El periódico El Día la describió como «Exuberante, barroca y entreverada, la película apela a una fragmentación constructiva, llena de indicios, palabras e imágenes que se combinan en una narración sólida, prodigiosa e imaginativa, una verdadera proeza de la palabra, donde se mezcla el humor, el misterio y la aventura». Tras presenciar una proyección de la cinta en el BAFICI el crítico Diego Batlle sintió que estaba «participando de un hecho histórico, de una obra que iba (va) a quedar en la historia grande del cine argentino». Posteriormente, en 2017, Batlle mencionó que Historias extraordinarias contiene «miles de pequeñas y grandes ideas, varias de ellas en camino de ubicarse entre las más audaces y delirantes del cine argentino en mucho tiempo» y agregó que «es ya una proeza cinematográfica concretada en formato digital y un trabajo consagratorio».
El filme también fue bien recibido en el ámbito internacional. Robert Koehler del semanario estadounidense Variety escribió que Historias extraordinarias «no colma las expectativas del título en un sentido narrativo, pero marca algo enteramente único en el cine reciente». Damon Smith del sitio IndieWire escribió: «Novelística en dimensión y ambición, amplia en sus pliegues temporales y giros irónicos, Historias extraordinarias no es menos que un intento de reordenar las prioridades del cine en torno al acto de la narración dramática, de cuestionar la naturaleza de la ficción misma, recurriendo a las fábulas y tradiciones narrativas de antaño». Scott Foundas de LA Weekly afirmó: «No se dejen disuadir por las cuatro horas de duración: No hay ni un momento aburrido aquí, ni uno falto de ingenio visual o narrativo. Este es un trabajo de constante asombro». Paul Brunick de The New York Times calificó a la película como «un trabajo emocionantemente innovador», mientras que Andrew Schenker de Slant Magazine también escribió una crítica positiva y afirmó que «nunca un filme había sido narrado tan implacablemente». Algunos críticos compararon la historia con el trabajo de escritores como Robert Louis Stevenson, Thomas Pynchon y principalmente Jorge Luis Borges. El autor Peter H. Rist observó que «la progresión laberíntica y la interrupción de las líneas narrativas de Historias extraordinarias» está notablemente conectada con la escritura de Borges.

### Premios
| Organización                                                       | Categoría                                 | Ganadores y nominados | Resultado | Ref(s) |
| ------------------------------------------------------------------ | ----------------------------------------- | --------------------- | --------- | ------ |
| Buenos Aires Festival Internacional de Cine Independiente (BAFICI) | Premio del Público                        | Mariano Llinás        | Ganador   | [ 26 ] |
| Buenos Aires Festival Internacional de Cine Independiente (BAFICI) | Premio Especial del Jurado                | Mariano Llinás        | Ganador   | [ 26 ] |
| Premios Sur                                                        | Mejor película                            | Mariano Llinás        | Nominado  | [ 27 ] |
| Premios Sur                                                        | Mejor guion original                      | Mariano Llinás        | Ganador   | [ 27 ] |
| Premios Cóndor de Plata                                            | Cóndor de Plata a la Innovación Artística | Mariano Llinás        | Ganador   | [ 28 ] |
| Festival Internacional de Cine de Miami                            | Gran Premio del Jurado                    | Mariano Llinás        | Ganador   | [ 29 ] |